# Will Rowlands
Pour les articles homonymes, voir Rowlands.
Pas d'image ? Cliquez ici

a Compétitions nationales et continentales officielles uniquement.

b Matchs officiels uniquement.
Dernière mise à jour le 20 mars 2024.
Will Rowlands, né le 19 septembre 1991 à Hammersmith, quartier de Londres, (Angleterre), est un joueur international gallois d'origine anglaise de rugby à XV évoluant au poste de deuxième ligne.

## Biographie

### Jeunesse et formation
Will Rowlands naît à Hammersmith, quartier de Londres, d'un père gallois,.
Durant sa jeunesse, il est scolarisé au sein de la Rugby School, où il commence le rugby, puis étudie ensuite dans l'université de Warwick avant de rejoindre le Pembroke College de l'université d'Oxford où il obtient une licence en économie et gestion. Au sein de cette dernière, il évolue avec l'équipe de rugby de l'établissement avec laquelle il participe au Varsity Match contre Cambridge en 2012 et 2013 où il remporte les deux rencontres en étant titulaire en deuxième ligne,,.
En parallèle, il intègre l'Academy (centre de formation) des Wasps.

### Carrière professionnelle

#### Débuts aux Wasps (2013-2021)
Will Rowlands dispute son premier match avec l'équipe senior des Wasps en janvier 2013 contre les Leicester Tigers en tant que titulaire en Coupe anglo-galloise. L'année suivante, il se voit offrir son premier contrat senior. Il inscrit également son premier essai professionnel contre les Sale Sharks en Coupe anglo-galloise 2014-2015 en novembre 2014.
Lors de la saison 2015-2016, il est envoyé en prêt chez les Jersey Reds évoluant en RFU Championship, avant d'être rappelé par son club à la suite de nombreuses blessures dans l'effectif. En février 2016, il fait ses débuts en Premiership contre les Saracens, puis dispute six autres rencontres lors de cette saison. En mai, il signe une prolongation de contrat avec son club formateur.
Dès la saison suivante, il commence à engranger du temps de jeu, il inscrit son premier essai en Premiership lors de sa première titularisation en championnat face aux Worcester Warriors. Il dispute quatorze matchs toutes compétitions confondues et inscrit deux essais au total.
Pendant la saison 2017-2018, il s'impose petit à petit comme dans la rotation en deuxième ligne et fait ses débuts en Coupe d'Europe contre l'Ulster en tant que titulaire où il est associé à Joe Launchbury. En février 2018, il signe une nouvelle prolongation de contrat. Pour sa première saison complète, il dispute vingt rencontres, dont treize en tant que titulaire, et inscrit un essai.
Il s'impose ensuite comme un titulaire à partir de la saison 2018-2019, disputant vingt-deux rencontres en tant que titulaire sur vingt-huit. En Premiership, il termine à la dixième place du classement des joueurs ayant réalisés le plus de plaquages avec 257 unités.
En janvier 2020, le sélectionneur gallois Wayne Pivac l'appelle pour la première fois en équipe du pays de Galles pour le Tournoi des Six Nations 2020. Il connaît sa première cape internationale lors de la troisième journée lorsqu'il entre en jeu à la place de Jake Ball face au XV de France. Le reste de la saison est ensuite perturbée par la pandémie de Covid-19 et ne reprend qu'en août,, il participe au bon parcours de son club en Premiership qui est finaliste de la compétition face aux Exeter Chiefs, match où il est titulaire notamment. Durant la saison, il dispute dix-huit matchs et inscrit deux essais. Fin octobre, il connaît son deuxième match international en étant titularisé pour la première fois lors de la cinquième journée, reportée, du Tournoi des Six Nations face à l'Écosse.
Dans la foulée, il participe à trois rencontres de la Coupe d'automne des nations. En janvier 2021, il est ensuite sélectionné pour le Tournoi des Six Nations 2021. Le même mois, il est annoncé qu'il va rejoindre les Dragons évoluant en Pro14 à partir de la saison 2021-2022 pour une durée de trois ans. Il a fait ce choix dans le but d'être sélectionnable avec le XV du Poireau car la nouvelle règle oblige les joueurs évoluant à l'étranger d'avoir un minimum de soixante capes pour être appelé. Le mois suivant, il participe au deux premières journées en qualité de remplaçant d'Alun Wyn Jones et d'Adam Beard,. Il ne dispute pas d'autres rencontres dans la compétition que son équipe remporte par la suite et fait son retour avec son club, pour sa dernière saison il a disputé dix-neuf matchs, tous en tant que titulaire, et inscrit un essai. Durant l'été 2021, le sélectionneur Wayne Pivac fait appel à lui pour disputer la tournée estivale avec le XV du Poireau. Dès le premier test de la tournée, il est installé en tant que titulaire contre le Canada aux côtés de Ben Carter où il inscrit son premier essai international. Par la suite, il est maintenu en qualité de titulaire lors des deux matchs suivants face à l'Argentine où il marque notamment son deuxième essai international,.

#### Départ au pays de Galles chez les Dragons (2021-2023)
Will Rowlands fait ses débuts avec les Dragons en United Rugby Championship (ex Pro14) dès la première journée face aux Ospreys. Durant l'automne suivant, Wayne Pivac le sélectionne de nouveau pour les tests de fin d'année. Il est sollicité lors de trois matchs, remplaçant face aux All Blacks, puis titulaire contre les Springboks, et encore titulaire face aux Fidji, cependant il déclare forfait pour la dernière rencontre après avoir subi une commotion cérébrale. Il fait son retour avec les Dragons début décembre et dispute trois matchs, avant d'être rappelé en janvier pour disputer le Tournoi des Six Nations 2022 avec le pays de Galles. Dès la première journée contre l'Irlande, il est retenu en tant que titulaire. Il dispute les quatre autres rencontres de cette édition dont trois en tant que titulaire. Avec sa province, il joue onze matchs, tous en tant que titulaire lors de la saison. L'été suivant, il est nommé Joueur gallois de l'année, puis il est retenu pour la tournée estivale en Afrique du Sud où il est titulaire lors des trois rencontres.
La saison suivante, il démarre celle-ci en tant que co-capitaine des Dragons avec Harrison Keddie (en). Il dispute cinq des six premières journées du United Rugby Championship. En octobre, il est de nouveau convoqué avec le pays de Galles pour la tournée d'automne. Il joue deux tests en tant que titulaire face à la Nouvelle-Zélande puis l'Argentine où il subit une blessure importante à l'épaule le rendant forfait pour le reste de la saison. En décembre, il est annoncé qu'il signe pour le Racing 92 à partir de la saison 2023-2024 pour une durée de trois ans après n'avoir pas réussi à trouver d'accord avec la fédération galloise,. Cette décision met sa carrière internationale en danger car il ne compte que vingt-trois sélections sur les soixante demandées pour évoluer à l'étranger. En mai 2023, Warren Gatland, nouveau sélectionneur gallois, le convoque finalement dans une pré-liste de 54 joueurs pour préparer la Coupe du monde 2023 après un abaissement de la limite à vingt-cinq sélections, il va pouvoir potentiellement atteindre cette dernière avec les tests estivaux de préparation,. Fin juin, son transfert au Racing 92 est finalement officialisé.

#### Coupe du monde puis débuts au Racing (depuis 2023)
En août, il fait partie du groupe gallois amené à disputer la Coupe du monde, après qu'il a obtenu ses deux sélections manquantes lors des test matchs de préparation. Lors de la première journée de la compétition, il est aligné en tant que titulaire face aux Fidji et réalise une performance historique en étant l'auteur de vingt-sept plaquages réussis, sur vingt-sept tentés, soit la deuxième meilleure performance de l'histoire de la Coupe du monde. Il contribue notamment à la victoire 32-26 des siens lors de cette rencontre. Il participe à deux autres matchs de poule en tant que titulaire, puis il est également titulaire lors du quart de finale, il ne peut cependant empêcher la défaite et donc l'élimination des siens par l'Argentine sur le score de 29 à 17.
Après ce Mondial où il a été l'auteur de bonnes performances, il fait son arrivée au Racing 92, il dispute son premier match début novembre à l'occasion de la cinquième journée du Top 14, où il est remplaçant, et prend part à la victoire 22-20 des siens face au Lyon OU après avoir remplacé Fabien Sanconnie, mais il sort quelques minutes plus tard sur protocole commotion,. Il ne fait son retour qu'à la mi-décembre et s'impose ensuite comme un titulaire en deuxième ligne. À la fin du mois, il est l'auteur d'une très bonne performance défensive avec vingt-six plaquages réussis sur vingt-huit tentés contre l'Aviron bayonnais mais son équipe s'incline 27 à 23. En janvier 2024, il est sélectionné pour le Tournoi des Six Nations. Cependant, il déclare forfait pour la première rencontre mais fait son retour pour la deuxième en tant que remplaçant,. Il enchaîne ensuite les trois dernières journées en étant titulaire une seule fois et inscrivant un essai lors de la dernière journée. Sa sélection termine la compétition à la dernière place sans avoir remporté un match et récolte la cuillère de bois.

## Statistiques

### Statistiques en équipe nationale
Will Rowlands compte 40 capes en équipe du pays de Galles, dont 31 en tant que titulaire, depuis sa première sélection le 3 février 2020 face à la France. Il inscrit trois essais, quinze points.
Il participe à une édition de la Coupe du monde en 2023, disputant quatre rencontres en tant que titulaire .
| Numéro | Date            | Lieu                        | Adversaire | Compétition             | Résultat | Score |
| ------ | --------------- | --------------------------- | ---------- | ----------------------- | -------- | ----- |
| 1      | 3 juillet 2021  | Millennium Stadium, Cardiff | Canada     | Test match              | Victoire | 68-12 |
| 2      | 10 juillet 2021 | Millennium Stadium, Cardiff | Argentine  | Test match              | Nul      | 20-20 |
| 3      | 16 mars 2024    | Millennium Stadium, Cardiff | Italie     | Tournoi des Six Nations | Défaite  | 21-24 |

## Palmarès

### En club
- Finaliste du Championnat d'Angleterre en 2017 et 2020 avec les Wasps.

### En équipe nationale
- Vainqueur du Tournoi des Six Nations en 2021 avec le pays de Galles.

#### Tournoi des Six Nations
| Édition          | Rang | Résultats Pays de Galles | Résultats Rowlands | Matchs Rowlands |
| ---------------- | ---- | ------------------------ | ------------------ | --------------- |
| Six Nations 2020 | 5e   | 1 v, 0 n, 4 d            | 0 v, 0 n, 2 d      | 2/5             |
| Six Nations 2021 | 1er  | 4 v, 0 n, 1 d            | 2 v, 0 n, 0 d      | 2/5             |
| Six Nations 2022 | 5e   | 1 v, 0 n, 4 d            | 1 v, 0 n, 4 d      | 5/5             |
| Six Nations 2024 | 6e   | 0 v, 0 n, 5 d            | 0 v, 0 n, 4 d      | 4/5             |

Légende : v = victoire ; n = match nul ; d = défaite ; la ligne est en gras quand il y a Grand Chelem.

### Récompenses individuelles
- Joueur gallois de l'année en 2022.